# Зелена жаба
Зелена жаба је име за веома честу Европску жабу. Она се користи у исхрани људи, нарочито у Француској као деликатесни жабљи батаци. Женке су величине од 5 до 9 cm, а мужјаци од 6 до 11.
Зелена жаба живи широм Европе и Азије. Настањује мочваре, околоне језера и стајаћих вода, влажне равнице и шуме. Храни се инсектима, малим зглавкарима, ларвама водоземаца и црвима. Четири зимска месеца зелене жабе проводе непомичне у стању хибернације, обично на дну баре или реке.
Зелена жаба је плодни хибрид мале зелене жабе (Pelophylax lessonae) и велике зелене жабе (Pelophylax ridibunda). По изгледу и класификацији веома су сличне малој зеленој жаби и великој зеленој жаби. Током леденог доба популација заједничких предака се расцепила на две заједнице. Ове заједнице су остале генетички блиске толико да могу да произведу плодно хибридно потомство.  Зелена жаба на већини својих животних подручја (укључујући територију Србије) опстаје преко женки које се паре са мужјацима родитељских врста (краде им недостајући део наследног материјала, отуда потиче скраћеница „kl.“ - за клептон), дајући за потомство зелене жабе. Овакав начин размножавања јединствен је међу животињама. У северној Немачкој постоје чисте хибридне популације. Претпоставља се да је оваква структура популације омогућена постојањем триплоидних јединки.